# Горан Паскаљевић
Горан Паскаљевић (Београд, 22. април 1947 — Париз, 25. септембар 2020) био је српски филмски редитељ, сценариста и продуцент.

## Каријера
Дипломирао је филмску режију на Факултету за филм и телевизију (ФАМУ) Академије сценских уметности (чеш. Akademie múzických umění) у Прагу. Режирао је многе документарне филмове и ТВ драме за ТВ Београд, а први дугометражни играни филм — Чувар плаже у зимском периоду, снимио је 1976.
Направио је преко 30 документарних и 13 играних филмова. У Бечу је током априла 2016. одржана ретроспектива његових филмова.
Преминуо је 25. септембра 2020. године у Паризу. После кремирања у Паризу на гробљу Пер Лашез његови посмртни остаци су 10. октобра пренети у Београд на Ново гробље.
О његовом животу је објављена књига Горан Паскаљевић: Великан филмског платна ауторке Татјане Њежић, у оквиру едиције ФЕСТ-ових 50.
Паскаљевић пре смрти није стигао да сними филм Мачји крик, чији је косценариста. Филм је режирала Сања Живковић и премијерно је приказан на Торино Филм Фестивалу октобра 2024.

## Награде и признања
Добитник је многих престижних награда: Награда критичара за најбољи европски филм 1998. за Буре барута; Награда критичара у Сан Себастијану 1990. за Време чуда. Часопис Variety сврстао га је 2001. у пет најбољих режисера године (поред Ласeа Халстрома, Нила Џордана, Стивена Содерберга и Едварда Јанга).
Он је први филмски режисер који је 2002. у Минхену добио Награду „Бернард Вики Мост“ за хуманизам у својим делима.
Новембра 2007. Паскаљевић је одликован француским Орденом уметности и књижевности који му је свечано уручен 9. маја 2008. у Београду.
Додељене су му награде: 
- Велика бронзана арена за најбољи филм на Филмском фестивалу у Пули, за играни филм Земаљски дани теку, 1979. године.[6]
- Највеће признање Југословенске кинотеке Златни печат, 2019. године.[6]
- Лесковачки интернационални фестивал филмске режије LIFFE 2020: Награда Живојин Жика Павловић за афирмацију регионалне филмске уметности у свету, 2020. године.[7][8]

## Филмографија

### Редитељ
| Год.   | Назив                         | Жанр | Награда |
| ------ | ----------------------------- | ---- | ------- |
| 1970-е |                               |      |         |
| 1972.  | Легенда о лапоту              |      |         |
| 1973.  | Слуга                         |      |         |
| 1976.  | Чувар плаже у зимском периоду |      |         |
| 1977.  | Пас који је волео возове      |      |         |
| 1979.  | Земаљски дани теку            |      |         |
| 1980-е |                               |      |         |
| 1980.  | Посебан третман               |      |         |
| 1982.  | Сутон                         |      |         |
| 1984.  | Варљиво лето '68              |      |         |
| 1987.  | Анђео чувар                   |      |         |
| 1989.  | Време чуда                    |      |         |
| 1990-е |                               |      |         |
| 1992.  | Танго аргентино               |      |         |
| 1995.  | Туђа Америка                  |      |         |
| 1998.  | Буре барута                   |      |         |
| 2000-е |                               |      |         |
| 2002.  | Како је Хари постао дрво      |      |         |
| 2004.  | Сан зимске ноћи               |      |         |
| 2006.  | Оптимисти                     |      |         |
| 2009.  | Медени месец                  |      |         |
| 2010-е |                               |      |         |
| 2012.  | Кад сване дан                 |      |         |
| 2016.  | Земља богова                  |      |         |
| 2019.  | Упркос магли                  |      |         |

### Сценариста
| Година | Назив              |
| ------ | ------------------ |
| 1973.  | Слуга              |
| 1979.  | Земаљски дани теку |
| 1982.  | Сутон              |
| 1987.  | Анђео чувар        |
| 1989.  | Време чуда         |
| 1998.  | Буре барута        |
| 2024.  | Мачји крик         |